# تامیزو ایشیدا
تامیزو ایشیدا (انگلیسی: Tamizō Ishida; ۷ ژوئن ۱۹۰۱ – ۱ اکتبر ۱۹۷۲) کارگردان فیلم، و فیلم‌نامه‌نویس اهل ژاپن بود. وی بین سال‌های ۱۹۲۶ تا ۱۹۴۷ میلادی فعالیت می‌کرد.